# Canthium cordatum
Canthium cordatum är en måreväxtart som beskrevs av Lewis Weston Dillwyn. Canthium cordatum ingår i släktet Canthium och familjen måreväxter. Inga underarter finns listade i Catalogue of Life.